# Rauchzeichen (Film)
Rauchzeichen ist ein Film von Rudolf Thome. Er hatte seine Premiere am 15. Juli 2006 beim Filmfest München und startete am 16. November 2006 in den Kinos. Der Film bildet den Abschluss der Trilogie „Zeitreisen“, die mit Rot und Blau (2003) und Frau fährt, Mann schläft (2004) vollständig ist.

## Handlung
Jonathan Fischer möchte, erschöpft von einer langen Reise, ein Zimmer in einem Gästehaus auf Sardinien am Lago del Coghinas bei Oschiri nehmen. Die beiden Wirtinnen Annabella und Isabella sind jedoch nicht zugegen, sodass Jonathan ein paar Stunden warten muss. Als er endlich einchecken kann, muss er einen langen, indiskreten Fragebogen ausfüllen. In den nächsten Tagen trifft er auf seine inzwischen vierzehn Jahre alte Tochter Jade, zudem verliebt er sich in Annabella. Um ihr zu imponieren, macht er sich daran, das Anwesen durch neue Bauten und einen großen Teich zu verschönern. Das paradiesische Dasein wird jäh gestört, als sich ein Gott umbringt und eine Prinzessin erschossen wird. Auf der Suche nach dem Mörder durchkämmen Polizisten das Anwesen. Gleichzeitig beginnen Bauarbeiter mit Pressluftbohrern, Baggern und Lastwagen mit der Arbeit am Teich, als sei nichts passiert. Isabella und Annabella vereinbaren, den Toten auf dem Grund des Teiches zu begraben. Annabella und Jonathan zelebrieren schließlich auf einem Boot ihre Hochzeit.

## Kritik
Der Filmdienst urteilt, die „in Western-Einstellungen gedrehte Liebeserklärung an Sardinien ist zugleich die betont offensive Geschichte einer Altersliebe“. Konzipiert als „pointierte Attacke des Realismus gegen die ‚bürgerliche Scheinheiligkeit‘, gerinnt die Beschreibung der Generation um die 60 mitunter jedoch zu einem Schreckensbild an Egozentrik und imperialem Gehabe“.